# Danny Manning
Danny Manning, född 17 maj 1966 i Hattiesburg, Mississippi, är en amerikansk basketspelare (PF).
Manning var med och tog OS-brons i basket 1988 i Seoul. Detta var USA:s första brons i herrbasket i olympiska sommarspelen, och tredje gången genom alla tider som USA inte tog guld. Han studerade vid University of Kansas och spelade basket för deras idrottsförening Kansas Jayhawks.

## Lag
- Los Angeles Clippers (1988–1994)
- Atlanta Hawks (1994)
- Phoenix Suns (1994–1999)
- Milwaukee Bucks (1999–2000)
- Utah Jazz (2000–2001)
- Dallas Mavericks (2001–2002)
- Detroit Pistons (2003)